# Eurycea robusta
Espèce
Synonymes
- Typhlomolge robusta Longley, 1978

Statut de conservation UICN

 DD  : Données insuffisantes
Eurycea robusta est une espèce d'urodèles de la famille des Plethodontidae.

## Répartition
Cette espèce est endémique du centre du Texas aux États-Unis. Elle se rencontre dans le comté de Hays.

## Taxinomie
Cette espèce semble être en spéciation parapatrique avec Eurycea rathbuni (Stejneger, 1896).

## Publication originale
- Longley, 1978 : Status of Typhlomolge (= Eurycea) rathbuni, the Texas blind salamander. Endangered Species Report, United States Fish and Wildlife Service, Alburquerque, New Mexico, vol. 2, p. 1-10.